# Lorenzo Guilelmo Traversagni
Lorenzo Guilielmo Traversagni (auch Wilhelmus Zaphonensis, * 1. Mai 1425 in Savona; † wohl Ende 1503 ebenda) war ein italienischer Franziskaner, der als Autor rhetorischer und geistlicher Schriften hervortrat.

## Leben
Lorenzo war der Sohn des Adligen Giacomo Traversagni. Er hatte wenigstens zwei Brüder, Giovanni Antonio und Aleramo, die ebenfalls Schriftsteller waren. Mit etwa 20 Jahren trat er bei den Franziskanern in seiner Heimatstadt ein. Seit 1448 studiert er in Padua, später auch in Bologna unter anderem bei dem späteren Papst Sixtus IV.
Eine Brieflehre, die er an der Universität Wien, jetzt selbst als Lehrer, für seinen Schüler Johannes Zobell verfasste, wurde zunächst handschriftlich verbreitet und dann in Köln, Paris, Leipzig, Lyon und Krakau gedruckt. Im Jahre 1460 predigte er in Avignon und in Toulouse, wo er dem Erzbischof eine Schrift Semita recta ad montem salutis widmete. Anscheinend studierte er an der dortigen Universität kanonisches Recht, während er dort selbst Rhetorik unterrichtete. In den Jahren 1468 und 1469 lebte er im italienischen Noli, 1476 bis etwa 1482 lehrte er in Cambridge, wo unter anderem die Predigtlehre Margarita eloquentiae sacrae entstand, zwischendurch unterrichtete er aber 1480 auch am Collège de Narbonne in Paris und arbeitete Ende 1482 in Brügge, anschließend lebte er längere Zeit in London. Erst 1487 zog er sich in den Konvent in seiner Heimatstadt zurück, wo er zuletzt im September 1503 nachweisbar ist.

## Werke
Sein nur zum geringeren Teil gedrucktes Werk weist Traversagni als Humanisten aus:
- De conficiendis epistolis (Paris ca. 1478)
- Epitoma Margaritae castigatae eloquentiae (Westminster ca. 1478)
- Rhetorica nova (Westminster ca. 1480)

Zahlreiche weitere, vor allem theologische Manuskripte überarbeitete und redigierte er vor seinem Tod noch für eine künftige Druckausgabe, die aber unterblieb. Sein handschriftlicher Nachlass befindet sich zum größten Teil im Vatikan, in Savona, London, Wien und Klosterneuburg.